# Pétrus Borel
Joseph-Pierre Borel d'Hauterive llamado Pétrus Borel y apodado Lycanthrope (Lyon 30 de junio de 1809-Mostaganem 14 de julio de 1859) literato francés del grupo llamado de los "Petits romantiques" (Pequeños románticos).

## Biografía
Fue el duodécimo de los catorce hijos de un hombre que debió exilarse en Suiza luego de haber combatido en las tropas de la Convención; por este motivo la familia vivió en la ruina y Pétrus Borel, al concluir el colegio, obedeciendo a sus parientes, debió dedicarse a la arquitectura (más bien como un maestro mayor de obras). En 1829 logró establecer su propio estudio, aunque encontró dificultades en interesarse por la arquitectura de su tiempo cultivando, en cambio, con gran pasión el gusto por los estilos medievales. Este gusto fue considerado extravagante y le produjo un nulo éxito entre la posible clientela, por lo cual prácticamente abandonó la arquitectura para dedicarse al dibujo, dando curso a su gusto por las formas curiosas y los colores junto al caricaturista Eugène Devéria; pero también se le consideró poco talentoso en el menester de ilustrador.
Entonces su deseo de hallarse junto a los grandes hombres le indujeron a dedicarse al periodismo. Durante la Revolución de 1830 se mostró tímidamente republicano.

## El Licántropo
Mientras tanto Borel proseguía sufriendo las más terribles penalidades de la pobreza hasta el punto de encontrarse durante varios días sin qué alimentarse, llegando a tener que sacrificar a su perro  (cfr. su poema Miseria (Misère) ); es en esa época cuando comenzó a utilizar el pseudónimo con el cual suele conocérsele Le Lycanthrope (el licántropo), comenzando a escribir curiosos poemas. Así fue aceptado por el Petit Cénacle constituido por Théophile Gautier, Gérard de Nerval, Alejandro Dumas, Alphonse Brot, Joseph Bouchardy, Philothée O'Neddy, Xavier Forneret y Aloysius Bertrand, llegando a liderar tal grupo de Petits romantiques" (Pequeños románticos).
En 1832 publicó su primera recopilación de versos titulada Rhapsodies y al año siguiente presentó una compilación de singulares novelas: Champavert, contes immoraux. En 1836 tradujo del inglés al francés el Robinson Crusoe de Daniel Defoe. Su traducción se considera como la mejor jamás realizada en francés de esa novela.
En 1839 logró publicar su novela Madame Putiphar, tenebrista y acerba crítica a los regímenes antidemocráticos y a la burguesía. Esto, durante el Segundo Imperio, le significará un ostracismo y el total desdén de los "críticos literarios acreditados". Por tal motivo es por lo que con certeza se dice que Borel inició la serie de "Los poetas malditos".

## Su muerte
A pesar de sus fatigas Borel no pudo subvenir a sus más elementales necesidades económicas y, forzado por la menesterosidad, en 1846 aceptó un cargo burocrático menor como inspector de la colonización de la Argelia francesa. Tal cargo le había sido conseguido por Théophile Gautier, su admirador. Sin embargo, fue destituido en 1848 por "mala administración". Luego fue restituido el 20 de octubre de 1851, y posteriormente fue nombrado alcalde de las poblaciones argelinas de Blad-Touaria y más tarde de Abukir, aldeas en las que dedicó los erarios a socorrer a la gente empobrecida. Por tal causa aumentó su desprestigio entre las autoridades coloniales y, siendo acusado de "malversación de fondos", fue cesado el 27 de agosto de 1855, cayendo en la peor indigencia económica de su vida. En esos días intentó cultivar una magra parcela en la también localidad argelina de Mostaganem, falleciendo extenuado por una insolación.
Borel obtuvo su gloria póstumamente merced a los surrealistas, en particular Louis Aragon, Paul Éluard y André Breton, que reconocieron en Borel a un precursor y un innovador.
Actualmente, a partir de los estudios de Charles Nodier, Pétrus Borel es considerado el máximo exponente del frenetismo.

## Obras
- Rhapsodies, (conjunto de poesías, 1832)
- Champavert, contes immoraux, (Champavert, cuentos inmorales, 1833))
- Daniel Defoe: Robinson Crusoe (traducción al francés, 1833)
- L'Obélisque de Louqsor, (El obelisco de Luxor), panfleto
- Madame Putiphar (1839)